# Reïna-Flor Okori
Reïna-Flor Okori Makendengue (sinh ngày 2 tháng 5 năm 1980) là một vận động viên chạy vượt rào người Guinea Xích Đạo đã nghỉ hưu. Cô cũng có quốc tịch Pháp. Cô đại diện cho Pháp trong phần lớn sự nghiệp của mình. Vài tháng trước khi nghỉ hưu, cô đã chuyển lòng trung thành trở lại Equatorial Guinea, đại diện cho đất nước của cô cho các trò chơi olympic của Rio 2016 nhưng cuối cùng cô không thể thi đấu vì chấn thương.
Okori được sinh ra ở Libreville, Gabon sau khi cha mẹ cô chạy trốn khỏi Guinea Xích đạo, do cuộc đàn áp chính trị trong thời kỳ độc tài của Francisco Macías Nguema. Ông bà của cô là Equatoguineans, mỗi người có các nhóm dân tộc khác nhau, ngoại trừ ông nội của cô (một người đàn ông Igbo đến từ Nigeria).
Khi còn là một thiếu niên, cô đã hoàn thành bước nhảy thứ mười tại Giải vô địch thế giới thiếu niên năm 1996 và giành giải vô địch thiếu niên châu Âu năm 1999 trong các chướng ngại vật 100 mét.
Cô đã hoàn thành thứ năm tại Đại học Mùa hè 2001 và thứ sáu tại Giải vô địch trong nhà châu Âu 2007. Cô đã tham dự Thế vận hội 2004, Giải vô địch trong nhà châu Âu năm 2005, Giải vô địch thế giới năm 2005 và Giải vô địch châu Âu 2006, giải vô địch trong nhà châu Âu 2013 tại Goteborg và giải vô địch thế giới ngoài trời thế giới ở Moscou hầu hết thời gian.
Tại Thế vận hội 2008, Okori đã lọt vào bán kết của những chướng ngại vật 100 mét. Cô lặp lại kỳ tích này tại Thế vận hội Mùa hè 2012, nhưng bị loại ở bán kết. Cô là người mang cờ của Equatorial Guinea tại Thế vận hội 2016, nơi cô sẽ đại diện cho quốc gia châu Phi trước khi rút lui khỏi điền kinh, nhưng cô đã bị thương trước khi xuất hiện trong nội dung vượt rào 100 mét nữ và sau đó cô không bắt đầu.

## Danh sách giải thưởng
- 10 lựa chọn cho các đội ưu tú của Pháp (kể từ 1/1/07)
- liên_kết= Nhà vô địch Pháp 2004 ở cự ly 100 m trong 12,71 giây (+2,1   Cô)
- liên_kết= Nhà vô địch Pháp 2008 ở cự ly 100 m trong 12,78 giây
- liên_kết= Nhà vô địch châu Âu năm 1999 ở cự ly 100 m trong 13,16 giây
- liên_kết= Phó vô địch Pháp 2005 ở cự ly 100 m trong 12,75 giây (+0,9   Cô)
- liên_kết= Phó vô địch Pháp 2006 ở cự ly 100 m trong 12,99 giây (+ 0,7   Cô)
- liên_kết= Phó vô địch Pháp 2012 ở cự ly 100 m trong 12,97 giây (+1,3   Cô)
- liên_kết= Nhà vô địch Pháp 2012 ở cự ly 60 m trong nhà ở 8,08 giây
- Lần đầu tiên vào chung kết DécaNation 2006 sau 12,87 giây
- Thứ 6 trong trận bán kết 100 m vượt rào tại Thế vận hội Olympic Athens 2004 trong 12,81 giây
- Thứ 4 trong trận chung kết 100 m vượt rào tại Đại hội Thể thao Địa Trung Hải năm 2005 trong 13,20 giây
- Thứ 6 trong trận bán kết 100 m vượt rào tại Giải vô địch thế giới năm 2005 sau 12,99 giây
- Thứ 5 trong trận bán kết 100 m vượt rào tại Giải vô địch châu Âu 2006 trong 13,08 giây

## Thành tích cá nhân tốt nhất
| Nội dung       | Thời gian  | Địa điểm  | Ngày                |
| -------------- | ---------- | --------- | ------------------- |
| Vượt rào 100 m | 12 giây 65 | Montgeron | 11 tháng 5 năm 2008 |